# Koyama Press
Koyama Press est une maison d'édition de bande dessinée canadienne fondée en 2007 à Toronto par Anne Koyama.
En 2018, sa fondatrice annonce qu'elle mettra fin à ses activités d'éditrice en 2021.